# Andrés de Austria
Andrés (o Andrea) de Austria (15 de junio de 1558-Roma, 12 de noviembre de 1600) fue un noble y prelado católico que ejerció como gobernador de los Países Bajos, en nombre del archiduque Alberto de Austria.

## Biografía

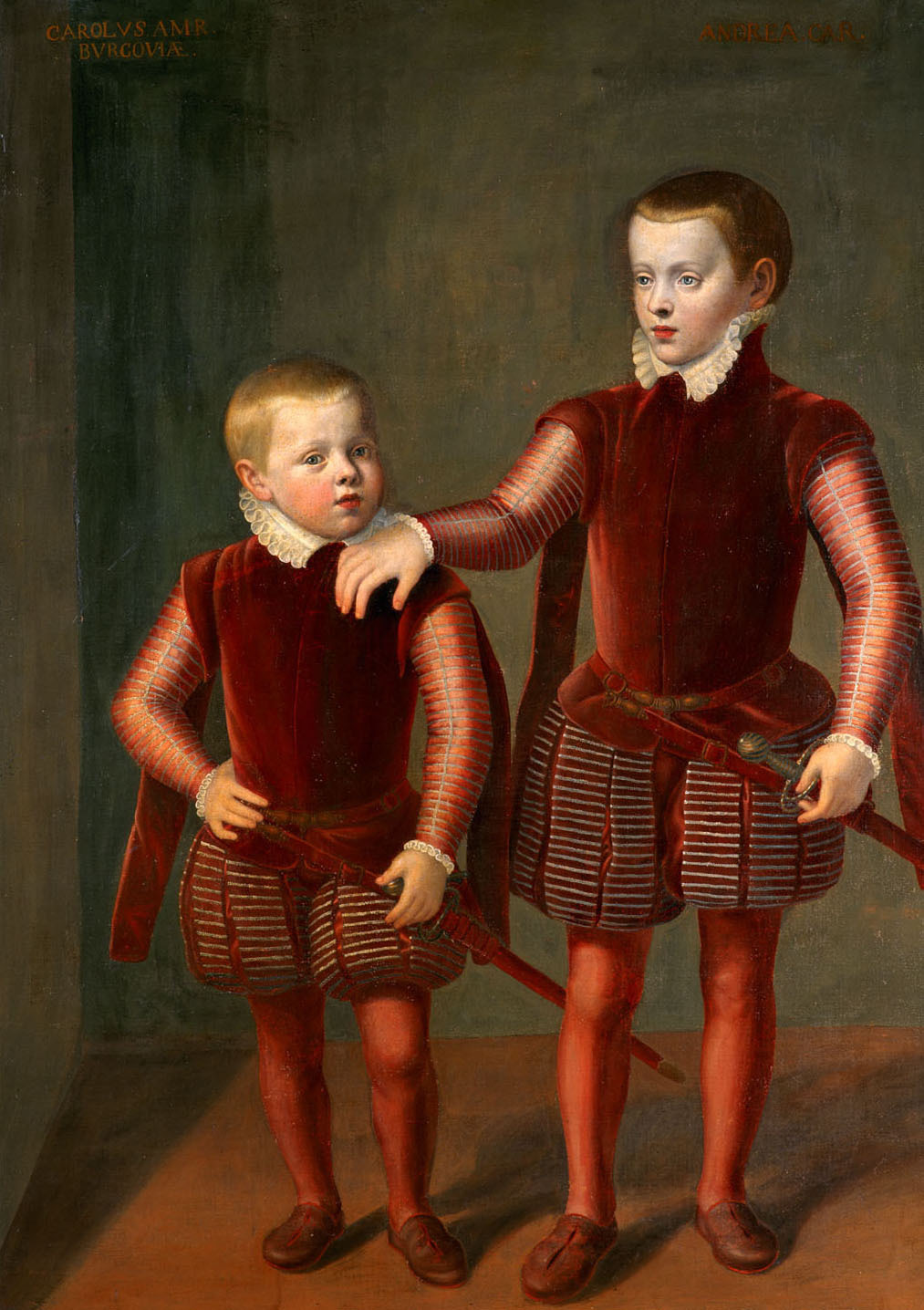
Retrato en su infancia con su hermano menor Carlos.

Fue hijo del matrimonio entre el archiduque Fernando (II) de Austria, conde de Tirol y archiduque en Austria Anterior, hijo del emperador Fernando I; y Philippine Welser. El matrimonio de sus padres fue considerado morganático al ser su madre miembro de una familia no soberana. El matrimonio tuvo otros hijos:
- Carlos de Austria (1560 – 1618), marqués de Burgau, casado con Sibila de Cléveris (1557 - 1627), hija de Guillermo V el Rico de Cleves.
- Felipe de Austria (1562 - 1563).
- María de Austria (1562 - 1563), melliza del anterior.

Tras la muerte de su abuelo en 1564, su sucesor Maximiliano II autorizó a Andrés y sus hermanos fueron a utilizar el apellido de Austria, sin embargo no les otorgó derechos de sucesión a los Estados de la Casa de Austria, salvo en caso de la extinción de todos sus miembros varones y habidos de matrimonio legítimo.
Nació siendo su padre gobernador del reino de Bohemia. Posteriormente, su infancia transcurrió junto a sus padres y su hermano Carlos en el castillo de Ambras en Innsbruck.
Tras la muerte de su madre en 1580, su padre contraería segundas nupcias en 1582, esta vez no morgánaticas, con la princesa Ana Catalina Gonzaga, hija de Guillermo, duque de Mantua. Fruto de este segundo matrimonio de su padre, nacerían cuatro hijos, medio hermanos de Andrés:
- Marta de Austria (1582)
- Ana Leonor de Austria (1583 - 1584).
- María de Austria (1584 - 1649), monja.
- Ana de Austria (1585 – 1618), casado con su primo el emperador Matías.

Inicialmente siguió la carrera eclesiástica. El 19 de noviembre de 1576, con dieciocho años fue nombrado cardenal por Gregorio XIII. El año siguiente le sería asignado el título cardenalicio de Santa María la Nueva. Ese año comenzó estudios en la Universidad de Siena. En 1580 fue nombrado coadjuntor del obispo de Brixen (en italiano, Bresanona), en el que sucedería en 1591. En ese mismo año de 1580 fue nombrado cardenal protector de los estados hereditarios de los Austrias. Posteriormente, sería nombrado para otros cargos eclesiásticos:
- en 1587 fue nombrado abad de Murbach.[3]
- en 1589 había sido nombrado príncipe-obispo de Constanza, siendo consagrado el año siguiente.

En paralelo, fue nombrado por su padre gobernador de sus estados (1579), después gobernador de Alsacia y, en 1593, gobernador del archiducado de Austria anterior.
Su primo el archiduque Alberto había sido nombrado gobernador de los Países Bajos españoles desde 1596. Dos años después (1598), con motivo del viaje que tenía que emprender para contraer matrimonio, el archiduque Alberto le dejó como gobernador de los Países Bajos, según órdenes de Felipe II. Andrés ejerció en su nombre desde su partida el 14 de septiembre de 1598.Durante su mando, junto con Francisco López de Mendoza y Mendoza, Almirante de Aragón, intentó distintas acciones militares contra las Provincias Unidas. Entre estas acciones desarrolladas a partir de febrero de 1599 destacan: 
- asedió del puente de Schinche,
- la toma del fuerte de Crevecore.
- la toma de la isla de Bommel (Bommelerwaard) entre los ríos Waal y Mosa.

Dejó el cargo tras la vuelta del archiduque Alberto y su esposa, la infanta Isabel Clara Eugenia en 1599, ya como soberanos de los Países Bajos.  
En 1600 viajó a Roma de incógnito para ganar el jubileo. Enfermó gravemente, llegando a recibir los últimos sacramentos de mano del propio pontífice Clemente VIII.
Murió en Roma el 12 de noviembre de 1600. Fue enterrado en la iglesia de Santa María delle Anime en esa ciudad. Su sepulcro cuenta con una figura orante de Andrés, en un sepulcro obra de Egidio della Riviera (en neerlandés, Gillis van den Vliete).

## Descendencia
Tuvo dos hijos ilegítimos con una dama desconocida:
- Hans Georg degli Albizzi (1583-), casado en 1622 con Susanna Yphofer (1597-), sin descendencia.
- Susanna degli Albizzi (1584-1653), que contrajo matrimonio en 1604 con Johann Schratz (-1618).

### Individuales
1. ↑  Vehse, Carl Eduard (1896). «Chapter III. Ferdinand I. Ferdinand's family. Philipinna Welser and her children».  En H. S. Nichols, ed. Memoirs of the Court and Aristocracy of Austria (en inglés) I. Londres. pp. 188-190. Consultado el 13 de diciembre de 2023.
2. ↑  Raiser, Johann Nepomuck Franz Anton von (1849). Der letzte Markgraf von Burgau, Carl: Ein Sohn des Erzherzogs Ferdinand II.von Oesterreich und der Augsburger Patrizierstochter Philippine Welser (en alemán). Lauter. Consultado el 12 de diciembre de 2023.
3. ↑  Bischoff, Georges. «André d’Autriche». Fédération des Sociétés d'Histoire et d'Archéologie d'Alsace (en fr-FR).
4. ↑  Frey, Herbert (21 de noviembre de 2001). «Andreas von Österreich». Dictionnaire historique de la Suisse (DHS) (en francés).
5. ↑  Novoa, Matías de (1875). Memorias de Matías de Novoa. M. Ginesta. Consultado el 12 de diciembre de 2023.
6. ↑  Carpiñano, 1623, p. 104r.
7. ↑  «Andrèa d'Austria - Treccani». Treccani (en italiano). Consultado el 11 de diciembre de 2023.
8. ↑  Farina, Tancredi (1 de enero de 2018). «Gillis van den Vliete e la comunità tedesca della chiesa di Santa Maria dell'Anima». IN CORSO D'OPERA 2: Ricerche dei dottorandi in storia dell'arte della Sapienza, a cura di C. Di Bello, M. Latella, R. Gandolfi. Consultado el 12 de diciembre de 2023.
9. ↑  Ragladaure, Daniel de. «Andreas von Österreich». Base Roglo (en francés).